# Hans Aumeier
Hans Aumeier (ur. 20 sierpnia 1906 w Ambergu, zm. 24 stycznia 1948 w Krakowie) – zbrodniarz hitlerowski, jeden z funkcjonariuszy pełniących wysokie stanowiska w systemie niemieckich obozów koncentracyjnych w III Rzeszy oraz SS-Sturmbannführer.

## Życiorys
Urodził się w miejscowości Amberg w bawarskim Górnym Palatynacie. Ukończył cztery klasy szkoły podstawowej, cztery klasy szkoły realnej i trzyletnią przyzakładową szkołę zawodową i podjął pracę jako tokarz i monter w fabryce karabinów w Ambergu. W 1923 r. Aumeier zatrudnił się w fabryce broni w Monachium, a do 1926 pracował również w fabrykach uzbrojenia w Berlinie, Bremie i Kolonii. Członkiem NSDAP Aumeier od 1 grudnia 1929 (nr legitymacji partyjnej 164755). Członek SA do sierpnia 1931, a następnie SS (numer ewidencyjny 2700) z przedziałem do 69 chorągwi SS 69 SS-Standarte w Hagen.
Od 15 stycznia 1934 do 30 sierpnia 1934 r. był słuchaczem w Oficerskiej Szkole Służb Administracyjnych SS (SS-Führerschule des Verwaltungsdienstes) w Dachau, a następnie mianowano go dowódcą II sotni Hundertschaft w parapolicyjnej formacji Pogotowia Politycznego „Bawaria” (Politische Bereitschaft „Bayern”) w Monachium. Od 15 września 1936 do 1 kwietnia 1936 r. dowodził załogą wartowniczą SS KL Dachau, a następnie mianowano go dowódcą plutonu wartowniczego w KL Esterwegen. Między 1 grudnia 1936 a 1 lipca 1937 piastował takie samo stanowisko w KL Lichtenburg. Po reformie organizacyjnej SS-Totenkopfverbände i powołaniu 3 Pułku SS Totenkopf „Turyngia” (3 SS-Totenkopfstandarte „Thűringen”) zabezpieczającego KL Buchenwald dowodził w tym obozie III batalionem wartowniczym SS (III SS-Wachsturmbann). Od 1 maja 1938 został przeniesiony do KL Flossenbürg i 1 lipca 1938 został w nim przeniesiony do sztabu komendantury (Kommandantur-Stab), do wydziału III – kierownictwa obozu Abteilung III – Schutzhaftlagerfűhrung, w którym piastował stanowisko zastępcy jego szefa, czyli 2 Schutzhaftlagerfűhera.
1 lutego 1942 objął funkcję szefa wydziału III – kierownictwa obozu, jako następca Karla Fritzscha w obozie macierzystym KL Auschwitz I (Auschwitz I Stammlager), noszącym oficjalny tytuł kierownika obozu z zastępcy jego komendanta Schutzhaftlagerführera. W czasie pełnienia tej funkcji dał się poznać jako wyjątkowo sadystyczny oficer SS, sporządzający na więźniów i zatwierdzający meldunki karne, które kończyły często się ich śmiercią. Osobiście uczestniczył ponadto w egzekucjach więźniów, ich torturowaniu i wykonywaniu na nich okrutnych kar cielesnych, w wyniku których często tracili oni życie. Tolerował ponadto katowanie więźniów przez esesmanów i tzw. więźniów funkcyjnych oraz korupcję panującą powszechnie w obozie.
Stanowisko to piastował do 18 marca 1943 i został zastąpiony na nim przez Heinricha Schwarza, kiedy to został mianowany komendantem nowo powstałego KL Riga w Rydze na Łotwie, a następnie powierzono mu taką samą funkcję w również nowo powstałym KL Vaivara Estonii. Po likwidacji tego obozu 18 września 1944 powrócił do KL Dachau. Po problemach z sądownictwem SS związanych oskarżeniami o korupcję, kradzież mienia więźniów i nadużycia władzy w czasie pobytu w KL Auschwitz został oddany do dyspozycji inspektora obozów koncentracyjnych Richarda Glücksa oraz urlopowany służbowo. Ostatecznie, w listopadzie 1944, mianowano go kierownikiem (Lagerfűhrer) kompleksu podobozów KL Dachau Kaufering I-XI, a 1 lutego 1945 został przeniesiony do Norwegii w celu utworzenia i kierowania ostatnim obozem koncentracyjnym podlegającym Inspektoratowi Obozów Koncentracyjnych w Oranienburgu do Grini koło Oslo w Norwegii, który nazwano oficjalnie KL Mysen. Pozostał w nim do kapitulacji Niemiec 8 maja 1945. 11 czerwca 1945 został aresztowany przez specjalne służby brytyjskie w Terningsmoen koło Oslo i w sierpniu 1945 został przesłuchany i osadzony w więzieniu Akershus, a następnie przewieziono go do obozu jenieckiego w Cagle koło Londynu. Ostatecznie przekazano go amerykańskiemu wymiarowi sprawiedliwości.
Wyrokiem Amerykańskiego Trybunału Wojskowego w procesie załogi KL Dachau, odbywającym się od 15 listopada 1945 do 13 grudnia 1945 został skazany na karę śmierci. Wyroku nie wykonano ze względu na decyzję władz amerykańskich o ekstradycji go do Polski 3 maja 1937. 4 maja 1947 został przywieziony w grupie 44 niemieckich przestępców wojennych na pokładzie statku „Isar” z Lubeki do portu szczecińskiego, który odbył się przed Najwyższym Trybunałem Narodowym w Krakowie. W czasie procesu stwierdził, że „(...) postępowanie dowodowe opiera się na świadkach, którzy dzisiaj prześladują mnie swoją nienawiścią”. Twierdził również, że wielokrotnie domagał się u przełożonych skierowania na front, ale jego prośby nie zostały spełnione. Wobec udowodnienia oskarżonemu całego rejestru zbrodni, został 22 grudnia 1947 skazany na karę śmierci przez powieszenie. Wyrok wykonano 24 stycznia 1948 w krakowskim więzieniu Montelupich.
Przybył do Auschwitz-Birkenau w styczniu 1942 obejmując stanowisko kierownika obozu Lagerfuhrera. W hierarchii służbowej był formalnie drugą osobą po komendancie – jego zastępcą. Od 1 lutego 1942 Aumeier zajmował stanowisko Schutzhaftlagerführera w obozie. Do zakresu jego obowiązków należało dbanie o porządek w obozie, czuwanie nad wyżywieniem i ubraniem więźniów oraz doglądanie spraw dotyczących ich przymusowej pracy. Praktycznie był panem życia i śmierci więźniów. Aumeier był sadystą i okrutnikiem. Powiedział kiedyś: „Tylko zmarły więzień jest więźniem przyzwoitym”. Do okrucieństw popełnionych przez Aumeiera w Auschwitz należało między innymi: osobiste przeprowadzanie i nadzorowanie licznych egzekucji przez rozstrzelanie pod Czarną Ścianą przy bloku 11 i egzekucji przez powieszenie (m.in. na jego rozkaz 19 marca 1942 rozstrzelano 144 kobiety na dziedzińcu między blokami 10 i 11), dokonywanie selekcji więźniów, co oznaczało ich śmierć w komorach gazowych, polecanie zabijania więźniów zastrzykami fenolu oraz gorliwe współdziałanie przy masowej eksterminacji Żydów w komorach gazowych w Brzezince. Oprócz tego był odpowiedzialny za niezwykle ciężkie warunki bytowania więźniów w obozie, niewolniczą eksploatację więźniów oraz nieustanne znęcanie się nad nimi. 18 sierpnia 1943 Aumeier został usunięty ze stanowiska na wniosek komendanta Auschwitz Rudolfa Hössa ze względu na korupcję i złodziejstwo.
Został następnie przeniesiony pod rozkazy Friedricha Jeckelna, Wyższego Dowódcy SS i Policji regionu Ostland. Początkowo Aumeiera włączono do jednostki saperskiej, budującej umocnienia na obszarze Oranienbaum – Leningrad. Następnie, jako kierownik komanda budowlanego złożonego z około 7000 więźniów żydowskich, utworzył na terenie Estonii obóz koncentracyjny Vaivara i objął w nim funkcję jego komendanta. Pełnił ją od 1 października 1943 do ewakuacji obozu w sierpniu 1944. Od 20 sierpnia 1944 brał udział w walkach na froncie wschodnim w ramach batalionu policyjnego wchodzącego w skład Kampfgruppe Jeckeln. W październiku 1944 Aumeier został odwołany do dyspozycji szefa obozów koncentracyjnych Richarda Glücksa w Oranienburgu i skierowany do służby w kompleksie obozowym Dachau, jako komendant jednego z podobozów Kaufering I-XI.
Po przejściowych problemach zdrowotnych skierowany został w styczniu 1945 do okupowanej Norwegii, by utworzyć liczący około 3000 więźniów KL Mysen koło Grini, który był ostatnim obozem koncentracyjnym podlegającym pod Inspektorat Obozów Koncentracyjnych w Oranienburgu. Aumeier został jego komendantem i podlegało mu uwięziono około 3000 więźniów. 7 maja 1945 uwolnił więźniów i poddał obóz aliantom. 11 czerwca 1945 został aresztowany w mundurze SS w obozie Terningmoen. Ujawnił swą tożsamość władzom amerykańskim. W sierpniu 1945 został przesłuchany i osadzony w więzieniu Akershus, a następnie przewieziono go do obozu jenieckiego w Cagle koło Londynu.

### Okres powojenny
Już w trakcie wojny, ze względu na ogrom zbrodni, Hans Aumeier został skazany na karę śmierci wydany przez polskie podziemie. Wyrok ogłosiła 12 marca 1944 Polska Agencja Telegraficzna w Londynie. Alianci przekazali go Polsce celem osądzenia za zbrodnie popełnione w KL Flossenbürg i w KL Auschwitz. 4 maja 1947 został przywieziony w grupie 44 niemieckich przestępców wojennych na pokładzie statku „Isar” z Lubeki do portu szczecińskiego.
Aumeier był jednym z oskarżonych w pierwszym procesie oświęcimskim, który odbył się przed Najwyższym Trybunałem Narodowym w Krakowie. W czasie procesu stwierdził, że „(...) postępowanie dowodowe opiera się na świadkach, którzy dzisiaj prześladują mnie swoją nienawiścią”. Twierdził również, że wielokrotnie domagał się u przełożonych skierowania na front, ale jego prośby nie zostały spełnione. Wobec udowodnienia oskarżonemu całego rejestru zbrodni, został 22 grudnia 1947 skazany na karę śmierci przez powieszenie. Stracono go w krakowskim więzieniu Montelupich 24 stycznia 1948.